# Kőszeg
Kőszeg (en alemán: Güns; en croata: Kiseg) es una ciudad húngara del condado de Vas.

## Geografía
La ciudad se encuentra a lo largo del arroyo Gyöngyös, en una zona montañosa al pie de los montes Kőszeg en la región geográfica llamada Alpokalja, en la parte más occidental del distrito de Vas, cerca de la frontera con la región austriaca de Burgenland.
Kőszeg está a 20 km de la capital distrital, Szombathely, y a 5 km de la frontera con Austria. Kőszeg, junto con Sopron, es una de las dos ciudades húngaras al pie de los Alpes, ya que las montañas Kőszeg forman parte de los Prealpes orientales de Estiria.

## Historia
Los orígenes de la ciudad se remontan a la segunda mitad del siglo XIII, por la familia Kőszegi, una rama del clan Héder, que vivía en el Reino de Hungría desde 1157. Poco antes de 1274, Enrique I Köszegi y su hijo Iván trasladaron la corte de los Köszegi desde Güssing hasta Kőszeg.
El dominio de la familia Köszegi sobre la zona duró hasta 1327, cuando fueron sometidos por Carlos I de Hungría. En 1328 la ciudad obtuvo el estatus de ciudad real, gozando así de amplios privilegios y considerable autonomía. En 1392 la ciudad fue comprada por el nádor de Hungría Nicolás Garai, quien la compró a la familia Ellerbach de Monyorókerék, que a su vez la tenía como hipoteca del rey Segismundo de Luxemburgo.
En agosto de 1532, bajo el liderazgo del capitán Nikola Jurišić, los defensores de la fortaleza de Koszeg resistieron durante 25 días los ataques de las tropas otomanas del sultán Solimán el Magnífico que incluso quería conquistar Viena.
Hacia 1900 la localidad tenía contabilizada una población de 7422 habitantes.

## Ciudades hermanadas
- Vaihingen an der Enz (Alemania)
- Offenbach am Main (Alemania)
- Mödling (Austria)
- Senj (Croacia)
- Nitrianske Hrnčiarovce (Eslovaquia)
- Velletri (Italia)